# Нестеренко, Александр Леонидович
Александр Леонидович Нестеренко (26 июля 1948, Евпатория, Крымская область — 13 января 2018, Евпатория) — советский, украинский и российский партийный и муниципальный деятель. Первый секретарь Евпаторийского горкома КПУ. Депутат Евпаторийского городского совета (1984—2006).

## Биография
Родился 26 июля 1948 года в Евпатории. В 1971 году окончил Севастопольский приборостроительный институт, инженер-механик. Член КПСС. С 1973 года — начальник бюро на евпаторийском заводе «Вымпел», начальник механического цеха, секретарь парткома. С 1982 по 1991 годы работал в Евпаторийском горкоме партии заведующим промышленно-транспортным отделом, вторым секретарем. С 1990 года — первый секретарь Евпаторийского горкома КПУ. Прекратил деятельность в августе 1991 после запрета КПСС после краха ГКЧП. С 1991 года занимался предпринимательской деятельностью. Президент евпаторийской организации Союза промышленников, предпринимателей и аграриев. Председатель Крымской республиканской общественной организации «Комитет по противодействию коррупции в органах государственной власти» (2014—2018), председатель Евпаторийского союза работодателей, директор Евпаторийской телерадиокомпании «ТРК-НТВ» (декабрь 2014—2018). Депутат Евпаторийского городского совета ряда созывов (1984—2006).
Умер 13 января 2018 года в Евпатории.

## Примечание
1. 1 2  Светлая память… // Евпаторийская здравница : газета. — 2018. — № 2(19298). Архивировано 24 января 2018 года.